# Bola Sete
Djalma de Andrade (Rio de Janeiro, 16 de julho de 1923 — Greenbrae, California, 14 de fevereiro de 1987), mais conhecido como Bola Sete, foi um músico brasileiro. Um dos maiores violonistas brasileiros de todos os tempos, Bola Sete é mais conhecido no exterior do que no seu próprio país. 
Conforme Leonard Feather, autor da famosa "Encyclopedia of Jazz in the Sixties", “Bola Sete foi um dos mais inovadores e ecléticos guitarristas na historia do Jazz”. Além disso, ele foi considerado, ao lado de Luiz Bonfá, Laurindo Almeida e Garoto, como um dos "mais talentosos e modernos violonistas brasileiros dos anos cinqüenta". Não à toa, no vídeo Carlos Santana Influences, produzido em 1995, o guitarrista mexicano destaca o violonista carioca entre suas maiores influências musicais, ao lado de Gabor Szabo e Wes Montgomery.
Faleceu em 1987, aos 63 anos, no Marin General Hospital, da cidade de Greenbrae, California, devido a complicações causadas por pneumonia e câncer de pulmão. Em 2001, seu disco "Ocean Memories" foi ranqueado na 72ª posição da lista "Os 100 melhores álbuns de 2000" segundo os editores do site www.amazon.com.

## Biografia
Bola Sete foi o único filho homem entre seis irmãs, numa família muito pobre e muito musical. Aos seis anos, começou a tocar cavaquinho e, aos nove, ganhou seu primeiro violão. Aos 10 anos foi adotado por um casal de classe média alta, com o qual conheceu a música clássica. Quando a Segunda Guerra Mundial estourou, o casal enviou Bola Sete para uma fazenda no interior do país, na tentativa de evitar que fosse recrutado. Lá, Bola Sete travou contato, pela primeira vez, com a música folclórica brasileira, ao mesmo tempo em que continuava a tocar violão clássico.
Na volta ao Rio de Janeiro, com pouco mais de 20 anos, estudou na Escola Nacional de Música e foi contratado pela Rádio Nacional, onde acompanhava cantores e participava de regionais, pequenos grupos e orquestras. Passou, também, um período curto em São Paulo, buscando se aperfeiçoar no violão. Dessa época, fica um curioso comentário de Zé Menezes, também violonista da Rádio Nacional, segundo quem Bola Sete era “um bom guitarrista, dos três [Zé Menezes, Garoto e Bola Sete] o mais fraquinho, mas ele era muito caprichoso, chegou a assimilar as coisas e depois ficou muito bom. Era muito nervoso, mas realmente era muito bom. Estudou muito comigo, ia na minha casa, a gente almoçava junto. O Bola Sete, eu comecei gravando com ele, a gente tocava só o regional. Ele não tinha leitura...“.
Na década de 1960, foi aluno do maestro Moacir Santos, a exemplo de nomes como Baden Powell e Eumir Deodato, entre muitos outros. Ao longo de toda a sua carreira, existem relatos de uma forte dedicação ao estudo. Mesmo nos últimos anos de vida, já doente, sua mulher conta que estudava de quatro a seis horas por dia. Formou o grupo Bola Sete e Seu Conjunto que tinha como cantora Dolores Duran. No final dos anos 50, mudou-se para os Estados Unidos, onde fez uma carreira de sucesso e viveu até a sua morte em 1987.

## Prêmios
| Ano  | Prêmio             | Categoria                       | Resultado | Ref.  |
| ---- | ------------------ | ------------------------------- | --------- | ----- |
| 1965 | Down Beat Magazine | New Guitarist Of The Year Award | Venceu    | [ 4 ] |

## Discografia
| - 1957 — Aqui está o Bola Sete - 1958 — Travessuras do Bola Sete - 1958 — Bola Sete e 4 trombones - 1958 — Ritmolândia - 1958 — Carnival in Rio - 1958 — Bola Sete em Hi-Fi - 1959 — É a Bola da Vez - 1961 — O Extraordinário Bola Sete - 1962 — Bossa Nova - 1964 — Tour de Force - 1965 — The Solo Guitar of Bola Sete - 1965 — The Incomparable Bola Sete - 1966 — Autêntico! - 1967 — At the Monterey Jazz Festival - 1970 — Working on a Groovy Thing - 1971 — Shebaba - 1973 — Goin' to Rio - 1975 — Ocean - 1985 — Jungle Suite - 1999 — Ocean Memories - 2001 — Shambhala Moon - 2003 — Live at Grace Cathedral | - 1963 — Vince Guaraldi, Bola Sete and Friends - 1964 — From All Sides - 1966 — Live at El Matador - 1963 — New Wave (com Dizzy Gillespie e Lalo Schifrin) |